# 列治文 (緬因州)
列治文（英語：Richmond）是一個位於美國緬因州薩加達霍克縣的鎮。

## 人口
根據2020年美國人口普查的數據，列治文的面積為81.74平方千米，當中陸地面積為78.76平方千米，而水域面積為2.98平方千米。當地共有人口3522人，而人口密度為每平方千米43人。